# اندری کریونوک
اندری کریونوک (اوکراینی: Кривенок Андрей Валерьевич؛ زادهٔ ۲۵ آوریل ۱۹۶۷) بازیکن فوتبال اهل اتحاد جماهیر شوروی سوسیالیستی است.